# Paris–Roubaix 1910

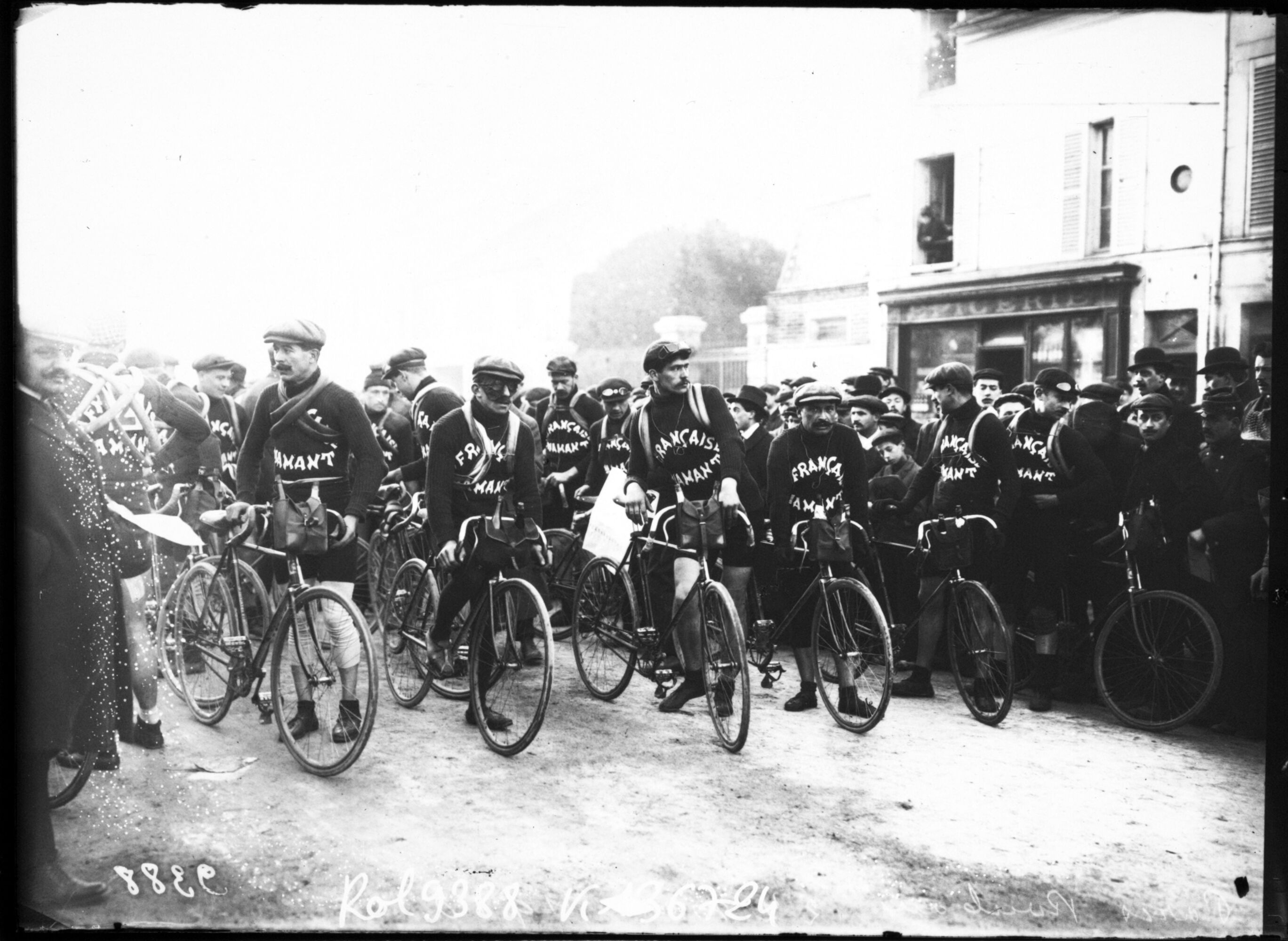
Start des Rennens in Paris

Das Eintagesrennen Paris–Roubaix 1910 war die 15. Austragung des Radsportklassikers und fand am Sonntag, den 27. März 1910, statt.
Das Rennen ging von Chatou aus über 266 Kilometer. Es waren 145 Radrennfahrer am Start, von denen sich 69 platzieren konnten. Der Sieger Octave Lapize, der auch im Jahr zuvor gewonnen hatte, absolvierte das Rennen mit einer Durchschnittsgeschwindigkeit von 29,27 Kilometern pro Stunde.
Octave Lapize und Cyrille Van Houwaert fuhren gemeinsam in die Vélodrome roubaisien ein, um die letzten sechs Runden zu absolvieren. Van Hauwaert führte fünf Runden lang, aber in der letzten Runde gelang es Lapize, den belgischen Fahrer zu übersprinten.